# 菊原静男
菊原 静男（きくはら しずお、1906年 - 1991年8月6日）は、日本の航空技術者。兵庫県姫路市出身。飛行艇の第一人者で九七式飛行艇、二式飛行艇、紫電改や実験機UF-XSなどの設計に従事した。

## 生涯
1906年、兵庫県姫路市の商家に長男として生まれる。三高へ入学する頃、航空の道を選択。1930年（昭和5年）東京帝国大学工学部航空学科卒。卒業設計では、シュナイダー・トロフィー・レース用の水上競争機の機体を担当した。卒業論文のタイトルは「Torsion of Prismatic Bar．」。

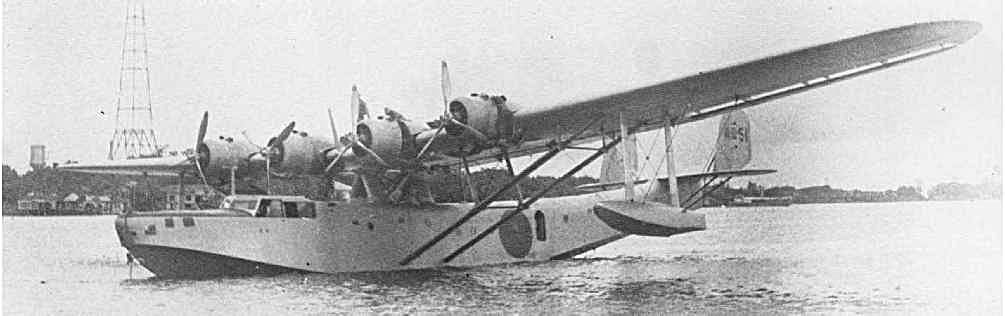
九七式輸送飛行艇

卒業後、川西航空機（現新明和工業）に入社する。入社理由は、川西航空機が自宅に近く、少年時代から海が好きであったからという。イギリスのショート・ブラザーズに設計委託した「KF飛行艇」などを基に設計、強度計算、様々なことを学んだ。九四式水上偵察機の胴体の強度設計、九七式飛行艇の開発全般（設計主任補佐）を担当した。九七式飛行艇の翼は箱型構造とし、倉庫屋根のトタン板にヒントを得て、波板加工にすることで軽量化に成功した。また、主翼と胴体の固定には、支柱で柔構造のようにして支えた。九七式飛行艇は航続距離に焦点を絞って開発を進めた結果、海軍の要求性能を越え、初飛行ではまるで小型機のように上昇力が目覚ましく目を見張ったという。本飛行艇で菊原独自の設計スタイルを確立したためか、後述する二式飛行艇よりも愛着を持っていたようである。その後、二式飛行艇では主任設計者として関わり、水飛沫を抑えるために艇底前部に「かつお節」と名付けた出っ張りをつける他、艇体の嵩上げや徹底した軽量化などをすることで、欧米の飛行艇を大きく上回る性能の飛行艇を完成する。
戦況が厳しくなっている中では制空権の確保が必要という考えから、試作中の水上戦闘機「強風」を陸上戦闘機に改造する案を提示し、局地戦闘機「紫電」として開発が認められた。紫電には層流翼や自動空戦フラップなど、新たな機構を採り入れたが、短期間での改造や初めての陸上戦闘機の設計であり、紫電には様々なトラブルが起き、性能向上のために開発した紫電改では、設計部長として担当した。
戦後、軍からの仕事は無くなり、工場の材料での金属製品の製作や出版業などで会社の生き残りを図る。川西飛行機は1949年に新明和興業に改名し、後に朝鮮戦争特需で会社は持ち直す。1952年3月に「航空機の研究・生産禁止」が解除されるが、プロペラ機からジェット機へと技術革新が急に進んでおり、一企業が戦勝国の企業と戦うには不利な状態であるため、菊原は強みである飛行艇で生き残る路線を考える。しかし、飛行艇の試験を行う器材・資金が無いため、水槽・滑車・曳航台車などを有り合わせの物で用意し、風洞実験を進めた。飛沫によるプロペラや船体への影響を抑えるため、船底から上がる水を特殊な溝で受け止めて浮力に利用する「溝型波消し装置」を開発。これで1959年2月20日、東京大学で工学博士号を取得。また、低速でも離着陸ができ、衝撃を和らげられる「低速離着陸（STOL）技術」を実現するため、強力な高揚力装置として、各国でも研究が始まっていた境界層制御（BLC）とプロペラ後流を組み合わせた方法を採用したほか、極低速でも機体を安定させる「自動安定装置ASE」を採用した。アメリカの飛行艇をも上回るべく、新たな方法を多数採用した意欲的な開発であったが、実際に模型実験通りにできるか、また、パイロットがうまく扱えるかどうかなど、不確定要素が多くあり、実験機を作って確認したいところであったものの、資金が足らず、困っていた。その頃、飛行艇の専門家であり、二式飛行艇をアメリカに持ち込んだ、アメリカ海軍航空兵器局開発部門の幹部技官であるF・ロックから二式飛行艇の性能を認める手紙が送られてくる。これがきっかけとなり、1959年8月にアメリカ側の資金で委託研究を行う契約を交わし、実験が進められた。この後、アメリカ海軍は防衛庁と協議して、UF-1「アルバトロス」を海上自衛隊に無償供与し、1960年5月に防衛庁は新明和にUF-1の改造試作の指示を出し、1962年12月25日、実験機UF-XSはついに初飛行した。5年後の1967年10月、UF-XSの技術を活用した対潜飛行艇PS-1が完成し、初飛行に成功。この他、日本航空機製造のYS-11の叩き台となった「中型輸送機」の基本研究・基本設計を手掛け、YS-11の開発に関与した。なお、航空業界ではYS-11に関わり、戦前から航空業界を支えた堀越二郎、土井武夫、木村秀政、太田稔、菊原静男を「5人のサムライ」と呼んだ。

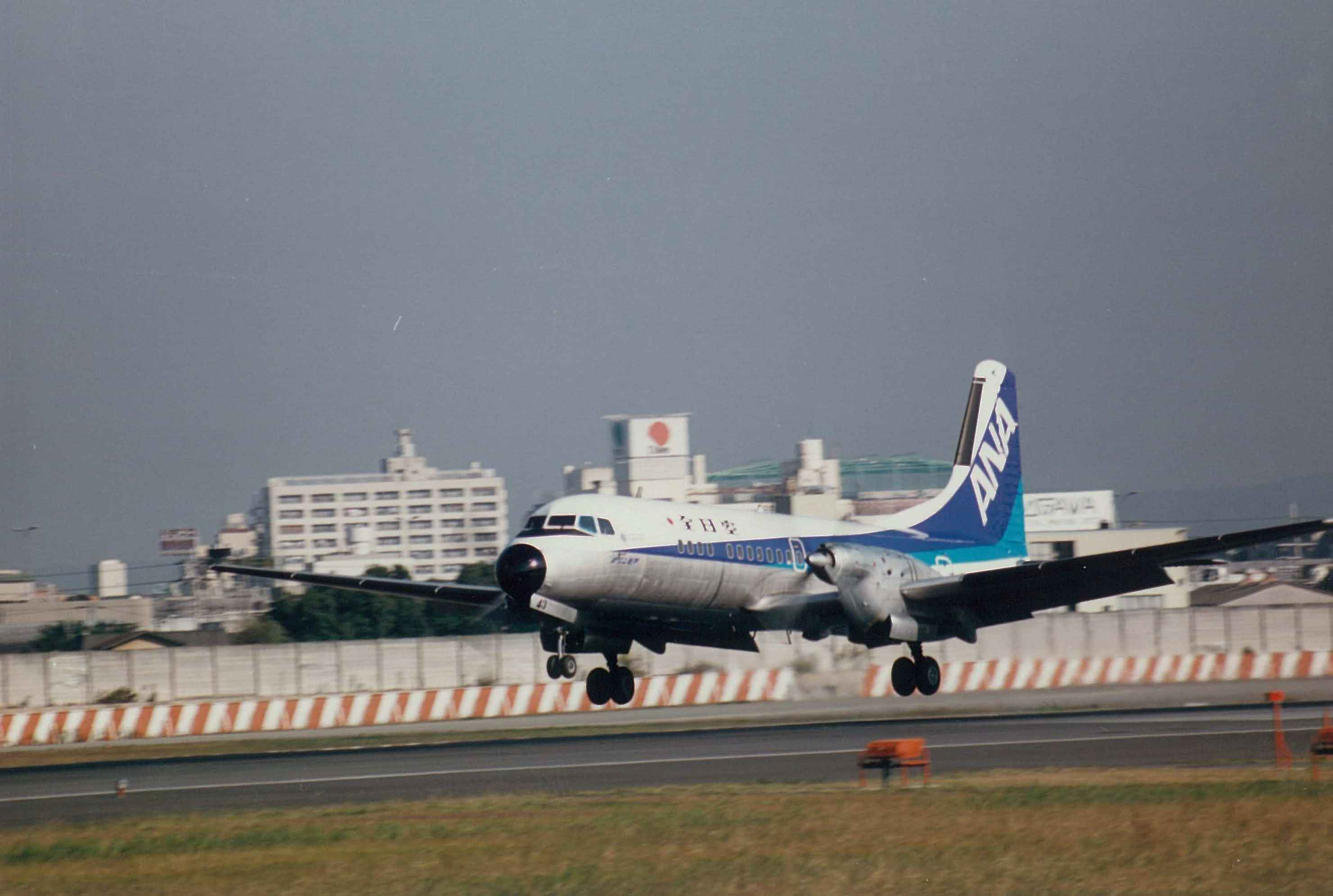
全日空のYS-11

明和自動車工業常務取締役、新明和工業取締役、同社顧問を歴任。
なお、菊原は1991年に亡くなる前にUS-2の基本構想を文書にまとめており、その路線に従ってUS-2が開発されたという。

## 持論・エピソード
- 座右の銘は「真金不鍍 好菜不説」である[22]。純金にメッキはいらず、美味い料理に説明はいらないという意味である。菊原によると、飛行機の設計においても良いものであれば飾りが無くても評価される[22]。ユーザーが使えば良し悪しはわかるので、ユーザーと向き合う姿勢を忘れてはいけない。なお、この言葉は中華料理店の宣伝のマッチで見つけたという[22]。
- 戦後は国内の需要だけでは航空機の採算が取れないので、市場を世界に求める必要があり、外国への輸出を第一に考えなければならないと述べている[23]。また、アメリカから製造権を買い、製法を学んでいるが、これは一度きりで良くて、長く続けると研究者や技術者の能力を失う恐れがあり、日本はできるだけ早く自力開発できるようになる必要があると考えていた[24]。航空機技術の進歩は新しい飛行機の試作で促進される[5]。試作を通じて経験と知識が累積し、その間に新しい問題点の所在が明らかになり、次の研究を産むと述べている[5]。また、データの技術的価値は、時間と共に急速に低下する[22]。大切なことは背後にある原理であり、直面する問題の本質を見極めることが大切と考えている[22]。
- 二式飛行艇を使った1942年6月のハワイ爆撃については、アメリカでの心理的効果は大きかったが、飛行艇としては本来の使命ではないと冷ややかな見方をする一方、ガダルカナルからの兵士の引揚輸送に活躍したことは設計者としてこれほど嬉しいことはないと感想を述べている[25]。
- 馬場敏治によると、アイディアの多い人で一日経つと新しいことを考えてきたと評している[26]。また、木方敬興によると、菊原は問題が難しいほど面白いと感じ、常に考え続けて答えを見つけているという[26]。

## 関連文献
- 前間孝則『YS-11―国産旅客機を創った男たち』 講談社, 1994年8月, ISBN 4062071347
- 菊原静男『航空機設計の経験』 日本航空宇宙学会誌, 39巻451号, 1991年, p.379-387